# Ole Worm
Ole Worm, conosciuto anche come Olaus Wormius, forma latinizzata del nome (Århus, 13 maggio 1588 – Copenaghen, 31 agosto 1654), è stato un medico, biologo e filologo danese, noto soprattutto come collezionista di materiali antichi: è considerato il precursore degli studi di archeologia in Scandinavia.

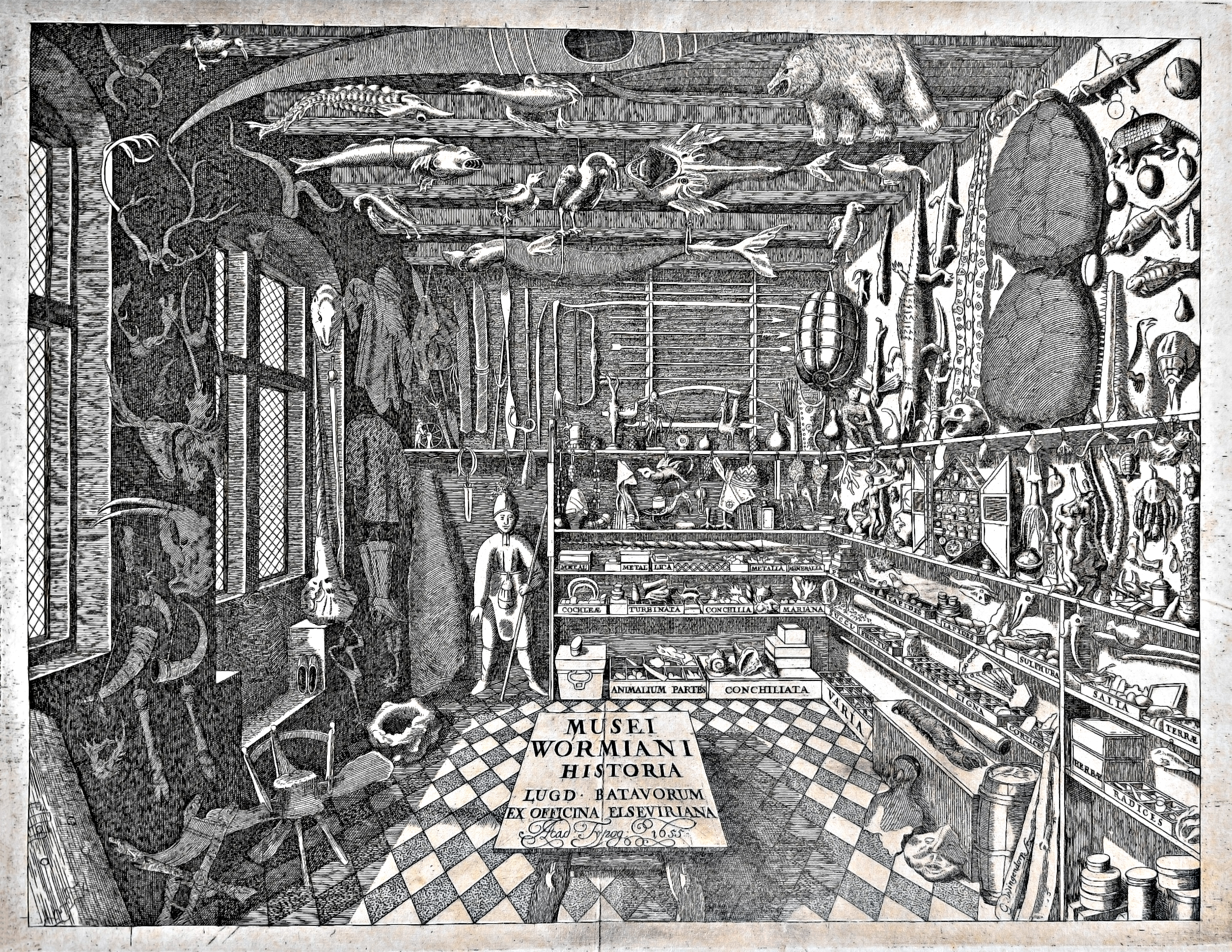
Il cosiddetto Museum Wormianum

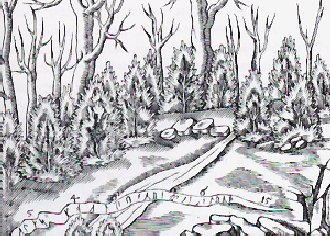
Disegno tratto dall'opera di Ole Worm Danicorum monumentorum

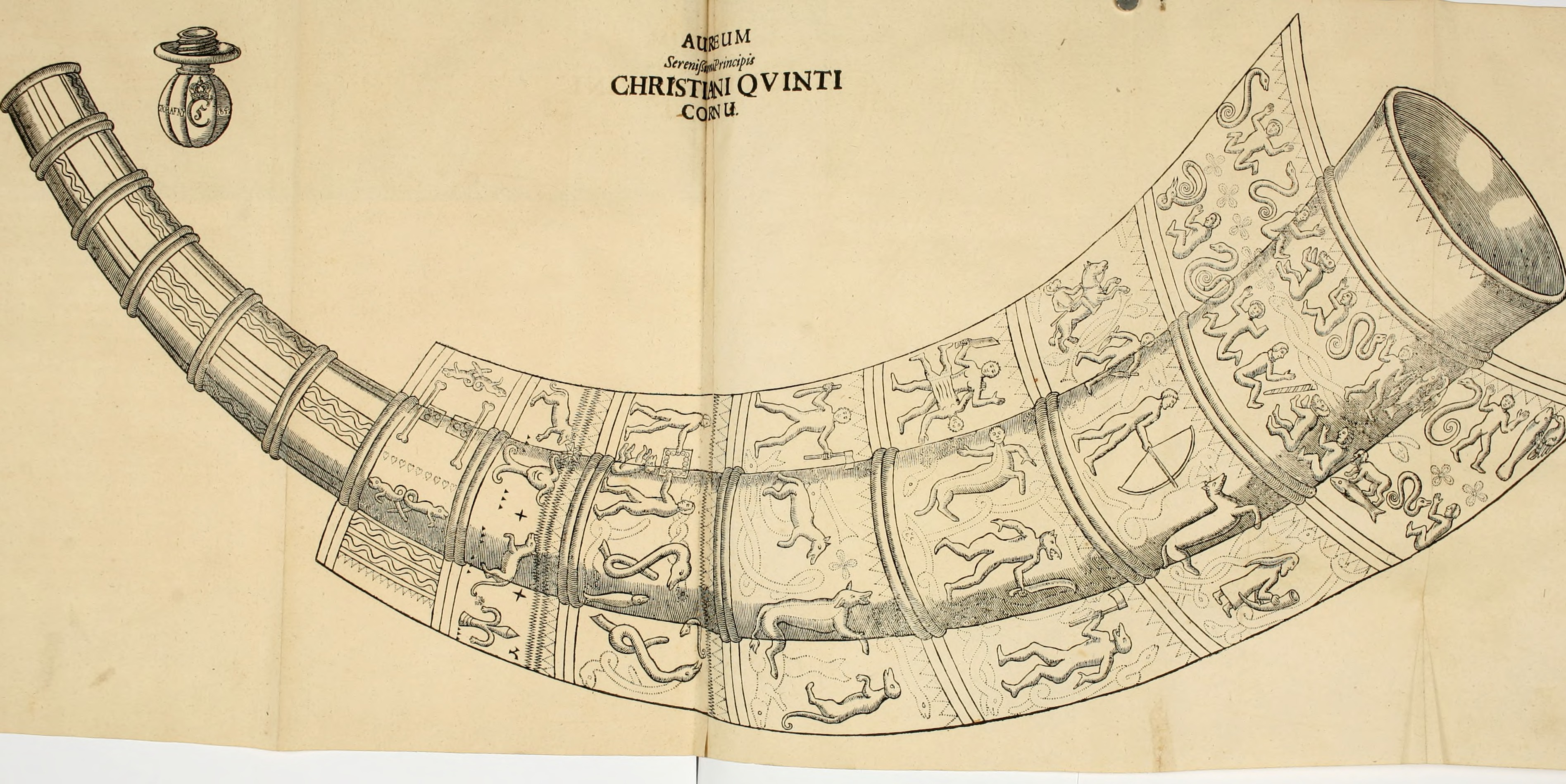
Uno dei corni d'oro di Gallehus, disegnato da Ole Worm

Nel campo della medicina, è famoso per le sue ricerche nel settore dell'embriologia: da lui prendono il nome le ossa del cranio dette "ossa wormiane". Inoltre, nel campo della biologia-zoologia, si deve a lui, tra l'altro, la prima descrizione precisa sugli uccelli del paradiso (uccelli del paradiso), dei quali si credeva precedentemente che fossero privi di zampe, e l'inclusione del lemming nell'ordine dei roditori.
È tuttavia ricordato soprattutto per i suoi studi nel campo delle letterature e delle lingue scandinave antiche e in particolare della runologia.

## Biografia
Ole Worm nacque ad Århus (Jutland, Danimarca) il 13 maggio 1588: suo padre era il sindaco della città; sua madre era una luterana fuggita da Arnhem, nei Paesi Bassi, durante le persecuzioni cattoliche.
Dopo aver frequentato il liceo ad Århus, studiò a Marburgo e Gießen nel 1605, a Padova nel 1608 e 1609, dove si iscrisse alla natio germanica delle arti, di cui fu anche procuratore (il suo ritratto è presente nella Sala dei 40 del Palazzo del Bo). Fu allievo di Girolamo Fabrici d'Acquapendente.
Si trasferì a studiare quindi a Strasburgo e a Basilea, dove nel 1611 conseguì la laurea in medicina. Inoltre soggiornò a Napoli, dove incontrò il famoso naturalista Ferrante Imperato (1550 – 1615), a Bologna, dove visitò i giardini botanici creati da Ulisse Aldrovandi (1522 – 1605), la cui opera Historia Naturalis, fu alla base dei suoi studi successivi, e ad Enkhuizen (Paesi Bassi).
Worm sposò nel 1615 Dorothea Fincke, la figlia dell'amico e collega Thomas Fincke.

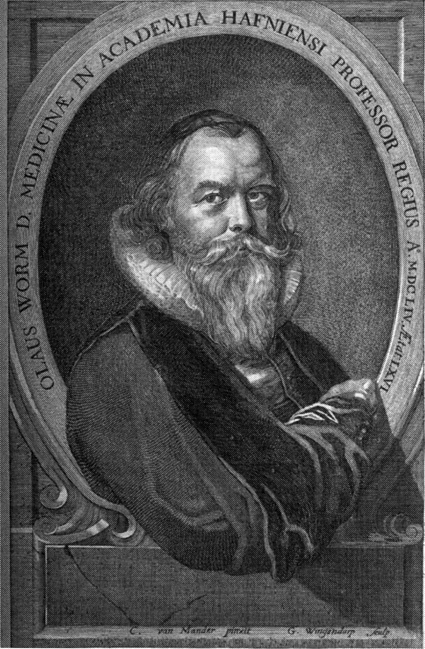
Ritratto di Ole Worm

Dopo aver praticato – anche in Inghilterra – come medico per qualche tempo, nel 1617 ottenne una cattedra all'Università di Copenaghen, dove insegnò latino, greco e fisica, mentre nel 1624, divenne professore di medicina. Fu inoltre il medico personale di re Cristiano V di Danimarca.
Si dedicò poi agli studi sulla runologia, collezionando varie iscrizioni incise con quell'alfabeto e pubblicando vari testi sull'argomento, tra cui i celebri trattati Fasti Danici (1626, una cronologia della Danimarca, che contiene i risultati delle sue ricerche sulle rune), Runir seu Danica literatura antiquissima ("Le rune, la più antica letteratura danese", 1636), De aureo cornu (1641, trattato sui corni d'oro di Gallehus), Danicorum monumentorum o Monumenta danica (1643, una collezione di immagini di iscrizioni runiche in 6 volumi).
Morì a Copenaghen il 31 agosto 1654 in seguito ad una malattia alla vescica, causata da una delle epidemie di peste che in quel periodo stavano falcidiando la capitale danese e lui tentava di curare.
Ole Worm fu un grande collezionista di piante, animali, pietre, minerali, fossili, ecc. che ordinò sistematicamente nel cosiddetto  Museum Wormianum  a Copenaghen, sul quale, dopo la sua morte, nel 1655 il figlio Willum ha compilato un catalogo uscito a Leida (Paesi Bassi) nel 1655 con questo stesso titolo. Una parte delle sue collezioni si trovano ora allo Statens Naturhistoriske Museum (Museo di storia naturale di Danimarca) di Copenaghen.

## Opere
- Fasti Danici, Copenaghen, 1626.
- Runir seu Danica literatura antiquissima, 1636.
- De aureo cornu, 1641.
- Danicorum Monumentorum, Copenaghen, 1643.
- Historia animalis quod in Norvagia quandoque e nubibus decidit, 1653.

## Nella cultura di massa
Nell'universo narrativo fantastico creato da Howard Phillips Lovecraft (1890-1937), Ole Worm è un traduttore dal greco e dal latino, vissuto nel XIII secolo, che avrebbe tradotto anche il libro leggendario Necronomicon.